# Jaramillo Quemado
Jaramillo Quemado è un comune spagnolo di 8 abitanti (2018) situato nella comunità autonoma di Castiglia e León.

## Società

### Evoluzione demografica
Con soli 8 abitanti nel 2018, è da anni tra i comuni spagnoli meno abitati, con Villarroya e Illán de Vacas tra quelli con meno di 10 unità registrate.